# کریول‌های عربی
کریول‌های عربی زبان‌های کریولی هستند که به‌طور قابل توجهی تحت تأثیر زبان عربی قرار گرفته‌اند.
- زبان نوبی: زبان نسل سربازان سودانی امین پاشا که به دستور دولت استعمار انگلیس در کنیا و اوگاندا ساکن شدند
- عربی جوبا: زبان مردم استان استوائیه در سودان جنوبی